# レオニード・マルケロフ
レオニード・イーゴリエヴィッチ・マルケロフ（ロシア語: Леонид Игоревич Маркелов, ラテン文字転写: Leonid Igorevich Markelov, 1963年6月25日 - ）は、ロシアの政治家、弁護士。2001年より2017年までマリ・エル共和国政府議長（元首格）。

## 人物
1995年12月ロシア連邦議会下院国家会議選挙にロシア自由民主党から当選する。下院では、教育・科学常任委員会副議長を務めた。
マルケロフについては、ロシア連邦の選挙で最も議論を巻き起こした首長選挙の当事者として知られている。1996年12月26日のマリ・エル共和国大統領選挙に立候補し、47.5％の得票を得たヴャチェスラフ・キスリツィンに次いで2位を確保し（得票率28.9％）決選投票に進出。しかし1997年1月4日に行われた決選投票でキスリツィンに敗北し、落選した。
2000年12月3日のマリ・エル大統領選挙では第一回投票で29.2％の得票を獲得し、25.2％にとどまった現職のキスリツィンに4ポイントの差をつけた。12月17日の決選投票の結果、58％を獲得し、念願の当選を果たした。2004年12月19日の大統領選挙では56％の得票で再選された。2009年12月25日にドミートリー・メドヴェージェフ連邦大統領より引き続きマリ・エル共和国の大統領に指名され、議会に12月31日に承認された。
2011年6月10日より大統領級の役職名が政府議長に変更された。
2015年1月14日に政府議長の任期満了を迎えるためウラジーミル・プーチン連邦大統領より政府議長代行に任命される。同年9月13日の選挙では51.8％を獲得し当選、9月21日より再び正規の政府議長に就任。2017年4月6日に退任。
2017年4月13日、収賄容疑で逮捕された。裁判でマルケロフは無罪を主張したが検察側は懲役17年を求刑し、2021年2月15日の公判では懲役13年の有罪判決を下されたほか、2億3500万ルーブルの罰金を課せられ、3年間は指導的地位に就くことが禁じられたほか、また国家が授与した全ての勲章など栄典が剥奪されることとなった。